# VW Amarok II

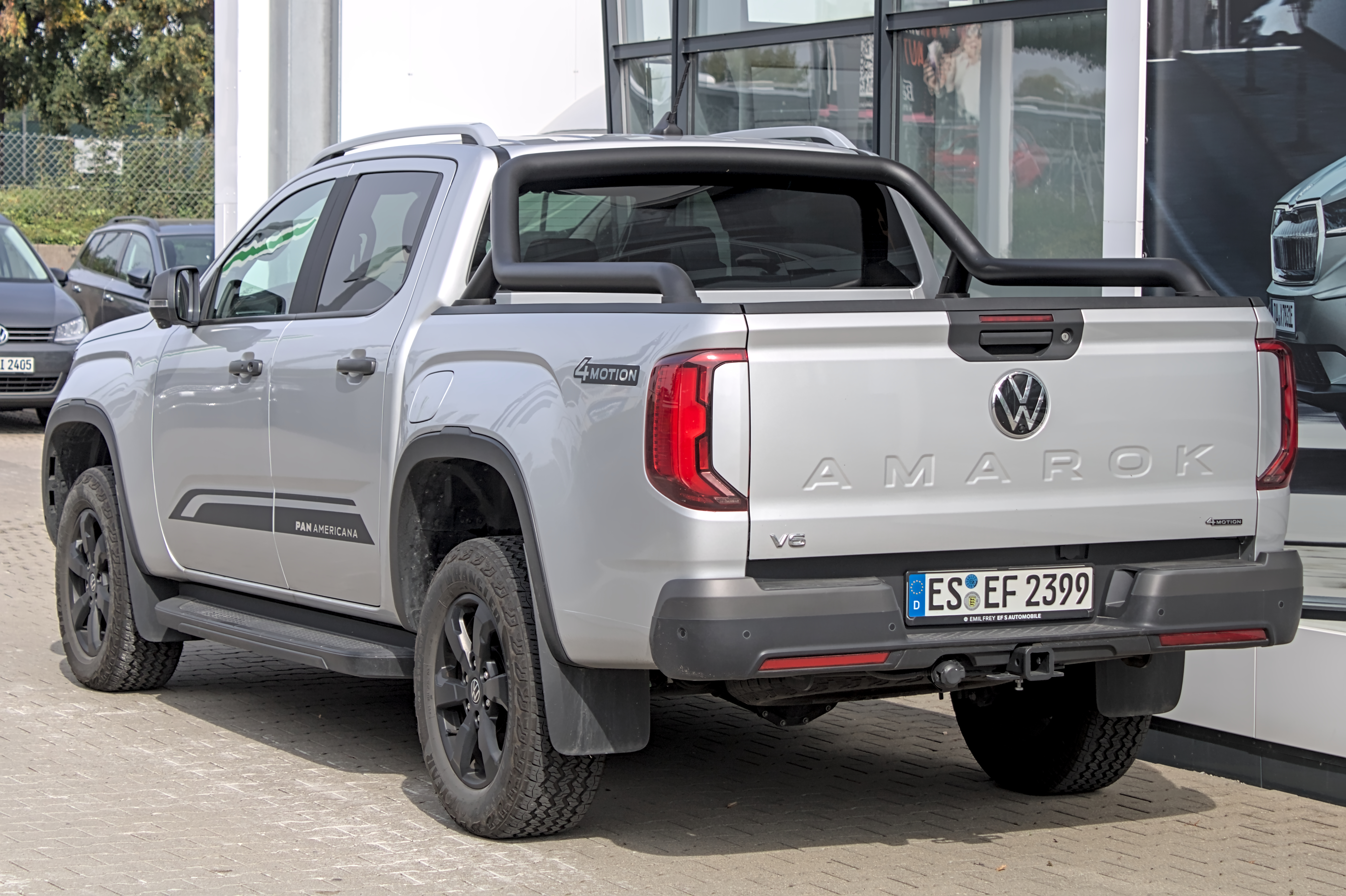
Heckansicht

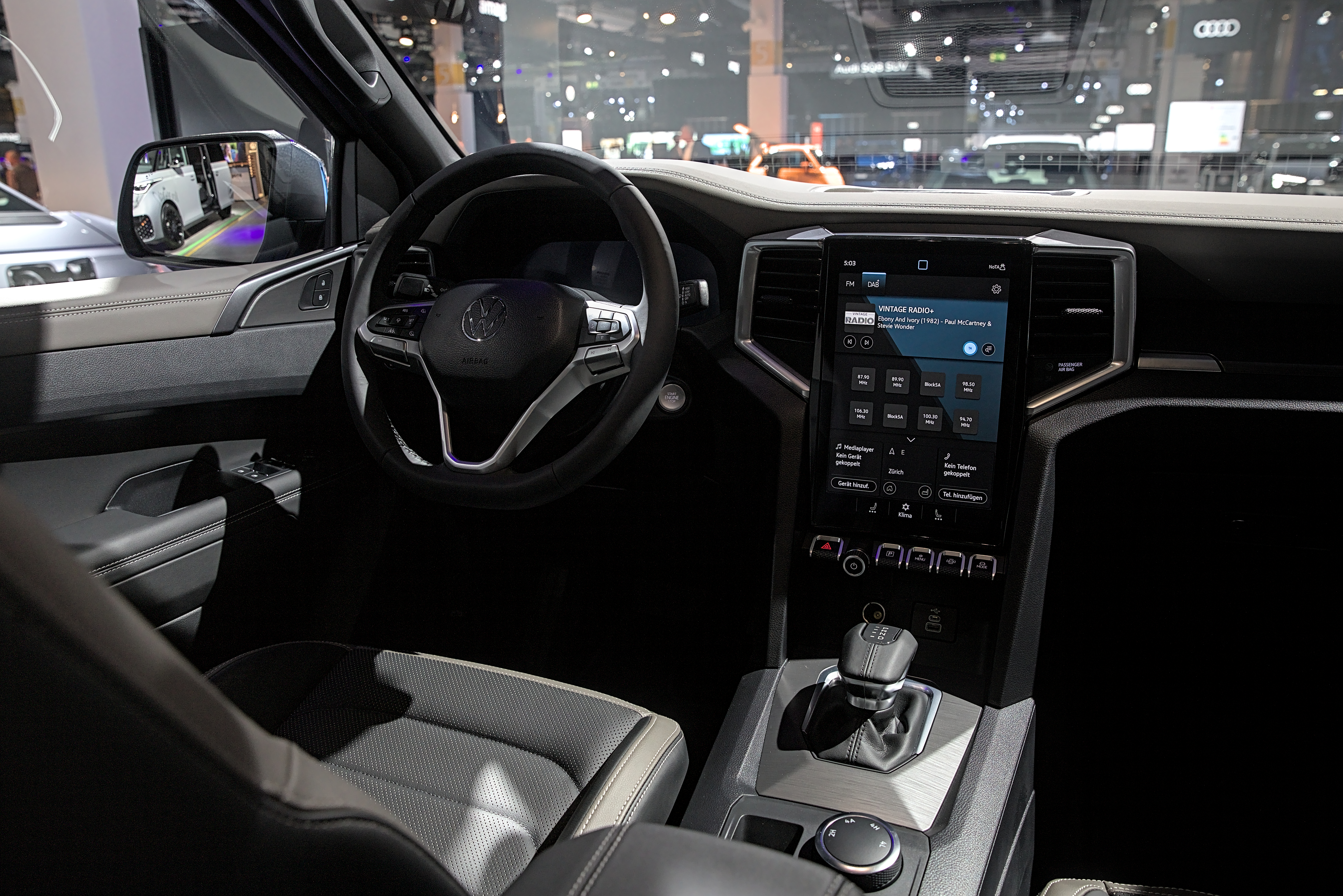
Innenraum

Der VW Amarok II (Typ) ist ein Pick-up der Marke Volkswagen, der seit 2023 produziert wird. Die zweite Generation des Amarok wurde im Juli 2022 vorgestellt. Sie wurde gemeinsam mit dem Ford Ranger entwickelt und wird wie dieser im Ford-Werk in Silverton bei Johannesburg produziert. Der Amarok II wird außerhalb Europas auch mit Einfachkabine angeboten. Eine Kombi-Variante, wie sie Ford mit dem Everest anbietet, hat Volkswagen nicht im Programm, wobei die Entwicklung eines solchen Modells durchaus zur Debatte stand.
Im Jahr 2024 wurden in Deutschland 3.778 Amarok II erstmals zugelassen.

## Technik
Die zweite Amarok-Generation wird auch mit einem V6-Motor angeboten, der wie alle Motoren des Fahrzeugs von Ford kommt. Das Fahrzeug hat Hinterradantrieb mit zuschaltbarem Frontantrieb. Beim Basismotor geschieht dies manuell, bei den höheren Motorisierungen über eine elektronisch gesteuerte Lamellenkupplung. An der Hinterachse ist ein Selbstsperrdifferentialgetriebe zuschaltbar.
Das Fahrwerk des Amarok II mit einem Leiterrahmen hat hinten eine Starrachse mit Blattfedern. Die Räder sind zwischen 18 und 20 Zoll groß. Die Servolenkung arbeitet elektromechanisch. Die Instrumente sind volldigital und es gibt einen mittig angeordneten 10 oder 12 Zoll großen Touchscreen; allerdings wird der Wagen zum Teil mit Schaltern bedient. Der Pick-up kann mit bis zu 25 Fahrerassistenzsystemen bestückt werden, darunter auch eine 360-Grad-Rundumsicht („Area View“).

## Technische Daten
|                                                 | 2.0 TDI                                           | 2.0 TDI                                           | 3.0 TDI                                           |
| ----------------------------------------------- | ------------------------------------------------- | ------------------------------------------------- | ------------------------------------------------- |
| Bauzeitraum                                     | seit 01/2023                                      | seit 01/2023                                      | seit 01/2023                                      |
| Motorkennbuchstabe                              | DXKB                                              | DXKD                                              | DXWB                                              |
| Motorbaureihe                                   |                                                   |                                                   |                                                   |
| Motorart                                        | Dieselmotor                                       | Dieselmotor                                       | Dieselmotor                                       |
| Motorbauart                                     | Reihenmotor                                       | Reihenmotor                                       | V-Bauart                                          |
| Motoraufladung                                  | Turbolader                                        | BiTurbo                                           | Turbolader                                        |
| Gemischaufbereitung                             | Common-Rail-Direkteinspritzung                    | Common-Rail-Direkteinspritzung                    | Common-Rail-Direkteinspritzung                    |
| Zylinder/Ventile                                | 4/16                                              | 4/16                                              | 6/24                                              |
| Hubraum                                         | 1996 cm³                                          | 1996 cm³                                          | 2993 cm³                                          |
| max. Leistung bei min−1, Verbrennungsmotor      | 125 kW (170 PS)/3500                              | 151 kW (205 PS)/3750                              | 177 kW (241 PS)/3250                              |
| max. Drehmoment bei min−1, Verbrennungsmotor    | 405 Nm/1750                                       | 500 Nm/1750–2000                                  | 600 Nm/1750                                       |
| Getriebe, Serie                                 | 6-Gang-Schaltgetriebe                             | 6-Gang-Schaltgetriebe                             | 10-Stufen-Automatik                               |
| Getriebe, optional                              | –                                                 | 10-Stufen-Automatik                               | –                                                 |
| Antriebsart, Serie                              | Allradantrieb (Hinterradantrieb außerhalb Europa) | Allradantrieb (Hinterradantrieb außerhalb Europa) | Allradantrieb (Hinterradantrieb außerhalb Europa) |
| Lenkung, Serie                                  | Vorderradlenkung                                  | Vorderradlenkung                                  | Vorderradlenkung                                  |
| Leergewicht                                     | 2191 kg                                           | 2214–2264 kg                                      | 2316–2368 kg                                      |
| max. Zuladung                                   | 999 kg                                            | 989–1016 kg                                       | 932–1135 kg                                       |
| max. Anhängelast                                | 3450 kg                                           | 3200–3500 kg                                      | 3500 kg                                           |
| Beschleunigung, 0–100 km/h                      | 11,6 s                                            | 10,5–10,6 s                                       | 8,8 s                                             |
| Höchstgeschwindigkeit                           | 180 km/h                                          | 180 km/h                                          | 190 km/h                                          |
| Kraftstoffverbrauch WLTP auf 100 km, kombiniert | 8,6 l Diesel                                      | 8,7–9,1 l Diesel                                  | 10,1–10,3 l Diesel                                |
| CO2-Emission, WLTP                              | 226 g/km                                          | 229–239 g/km                                      | 265–270 g/km                                      |
| Abgasnachbehandlung, PM                         | Dieselpartikelfilter                              | Dieselpartikelfilter                              | Dieselpartikelfilter                              |
| Abgasnachbehandlung, NOX                        | SCR-Katalysator                                   | SCR-Katalysator                                   | SCR-Katalysator                                   |
| Abgasnorm nach EU-Klassifikation                | Euro 6d-ISC-FCM                                   | Euro 6d-ISC-FCM                                   | Euro 6d-ISC-FCM                                   |